# Paradiacantha
Paradiacantha är ett släkte av insekter. Paradiacantha ingår i familjen Diapheromeridae.
Kladogram enligt Catalogue of Life:
| Paradiacantha | \| \| Paradiacantha acanthocephala \| \| \| \| \| \| Paradiacantha croceomaculata \| \| \| \| \| \| Paradiacantha fusca \| \| \| \| \| \| Paradiacantha marginata \| \| \| \| \| \| Paradiacantha spiniceps \| \| \| \| |
|               | \| \| Paradiacantha acanthocephala \| \| \| \| \| \| Paradiacantha croceomaculata \| \| \| \| \| \| Paradiacantha fusca \| \| \| \| \| \| Paradiacantha marginata \| \| \| \| \| \| Paradiacantha spiniceps \| \| \| \| |
|               | Paradiacantha acanthocephala |
|               | |
|               | Paradiacantha croceomaculata |
|               | |
|               | Paradiacantha fusca |
|               | |
|               | Paradiacantha marginata |
|               | |
|               | Paradiacantha spiniceps |
|               | |